# Perušić
Perušić är en ort i Kroatien.   Den ligger i länet Lika, i den centrala delen av landet, 140 km söder om huvudstaden Zagreb. Perušić ligger 579 meter över havet och antalet invånare är 962.
Terrängen runt Perušić är kuperad åt nordost, men åt sydväst är den platt. Runt Perušić är det mycket glesbefolkat, med 2 invånare per kvadratkilometer. Närmaste större samhälle är Gospić, 11,5 km söder om Perušić. Omgivningarna runt Perušić är en mosaik av jordbruksmark och naturlig växtlighet.